# Festival Internacional de Cine de Berlín de 1984
La 34ª edición del Festival de Cine de Berlín se llevó a cabo del 17 al 28 de febrero de 1984. El Oso de Oro fue otorgado a acinta Corrientes de amor (Love Streams) dirigida por John Cassavetes.
El festival fue inaugurado con la exhibición de la película El principio del arca de Noé (Das Arche Noah Prinzip) de Roland Emmerich.
La retrospectiva estaba dedicada al actor, director y guionista germanoestadounidense Ernst Lubitsch. El Oso de Oro Honorífico fue otorgado al director estadounidense Jules Dassin y a la actriz griega Melina Mercouri con una sección honorífica a cada uno de ellos.

## Jurado
Las siguientes personas fueron escogidas para el jurado de esta edición:
- Liv Ullmann, actriz noruega - Presidenta
- Jules Dassin, cineasta estadounidense
- Edward Bennett, cineasta británico
- Manuela Cernat-Gheorghiu, historiadora de cine rumana
- Lana Gogoberidze, cineasta soviética
- Tullio Kezich, crítico de cine y guionista italiana
- Steffen Kuchenreuther, productor de cine alemán
- Jeanine Meerapfel, cineasta alemán
- Kevin Thomas, crítico de cine estadounidense
- Mario Vargas Llosa, escritor peruano
- Adolphe Viezzi, productor de cine francés

## Películas en competición
La siguiente lista presenta a las películas que compiten por Oso de Oro:
| Título en español            | Título original              | Director(es)                       | País        |
| ---------------------------- | ---------------------------- | ---------------------------------- | ----------- |
| Boon bin yen                 | Boon bin yen                 | Allen Fong                         | Hong Kong   |
| Akelarre                     | Akelarre                     | Pedro Olea                         | España      |
| A nuestros amores            | À Nos Amours                 | Maurice Pialat                     | Francia     |
| Antarctica                   | 南極物語                     | Koreyoshi Kurahara                 | Japón       |
| El baile                     | Le Bal                       | Ettore Scola                       | Francia     |
| Skønheden og udyret          | Skønheden og udyret          | Nils Malmros                       | Dinamarca   |
| Xue, zong shi re de          | Xue, zong shi re de          | Yan Wen                            | China       |
| Reto al destino              | Champions                    | John Irvin                         | Reino Unido |
| Relaciones de clase          | Klassenverhältnisse          | Jean-Marie Straub, Danièle Huillet | RFA         |
| Crackers, qué locura de robo | Crackers                     | Louis Malle                        | EE. UU.     |
| Das Autogramm                | Das Autogramm                | Peter Lilienthal                   | RFA         |
| De stille Oceaan             | De stille Oceaan             | Digna Sinke                        | Bélgica     |
| La sombra del actor          | The Dresser                  | Peter Yates                        | Reino Unido |
| No habrá más penas ni olvido | No habrá más penas ni olvido | Héctor Olivera                     | Argentina   |
| Flirt                        | Flirt                        | Roberto Russo                      | Italia      |
| Corrientes de amor           | Love Streams                 | John Cassavetes                    | EE. UU.     |
| Morgen in Alabama            | Morgen in Alabama            | Norbert Kückelmann                 | RFA         |
| Mann ohne Gedächtnis         | Mann ohne Gedächtnis         | Kurt Gloor                         | Switzerland |
| El principio del arca de Noé | Das Arche Noah Prinzip       | Roland Emmerich                    | RFA         |
| Rembetiko                    | Ρεμπέτικο                    | Costas Ferris                      | Grecia      |
| Star 80                      | Star 80                      | Bob Fosse                          | EE. UU.     |
| Ladrones en la noche         | Les voleurs de la nuit       | Samuel Fuller                      | France      |
| Könnyü testi sértés          | Könnyü testi sértés          | György Szomjas                     | Hungría     |
| Voenno-polevoy roman         | Военно-полевой роман         | Pyotr Todorovsky                   | URSS        |
| Ärztinnen                    | Ärztinnen                    | Horst Seemann                      | RDA         |

### Fuera de competición
| Título en español          | Título original     | Director(es)         | País              |
| -------------------------- | ------------------- | -------------------- | ----------------- |
| Marlene                    | Marlene             | Maximilian Schell    | RFA               |
| Nosferatu                  | Nosferatu           | F. W. Murnau         | Alemania          |
| El más salvaje entre todos | Rue barbare         | Gilles Béhat         | Francia           |
| El señor Galíndez          | El señor Galíndez   | Rodolfo Kuhn         | Argentina, España |
| Testamento final           | Testament           | Lynne Littman        | EE. UU.           |
| La fuerza del cariño       | Terms of Endearment | James L. Brooks      | EE. UU.           |
| Wanderkrebs                | Wanderkrebs         | Herbert Achternbusch | RFA               |

## Retrospectiva y Homenaje
Las siguientes películas estaban incluidas en la retrospectiva de Ernst Lubitsch 1914-1933:
| Título en español             | Título original                      | Director(s)    | País     |
| ----------------------------- | ------------------------------------ | -------------- | -------- |
| Ana Bolena                    | Ana Boleyn                           | Ernst Lubitsch | Alemania |
| Remordimiento                 | Broken Lullaby                       | Ernst Lubitsch | EE. UU.  |
| Carmen                        | Carmen                               | Ernst Lubitsch | Alemania |
| Das fidele Gefängnis          | Das fidele Gefängnis                 | Ernst Lubitsch | Alemania |
| La mujer del Faraón           | Das Weib des Pharao                  | Ernst Lubitsch | Alemania |
| El orgullo de la firma        | Der Stolz der Firma                  | Carl Wilhelm   | Alemania |
| Una mujer para dos            | Design for Living                    | Ernst Lubitsch | EE. UU.  |
| Los ojos de la momia          | Die Augen der Mumie Ma               | Ernst Lubitsch | Alemania |
| El gato montés                | Die Bergkatze                        | Ernst Lubitsch | Alemania |
| Die Flamme                    | Die Flamme                           | Ernst Lubitsch | Alemania |
| La muñeca                     | The Doll                             | Ernst Lubitsch | Alemania |
| Amor eterno                   | Eternal Love                         | Ernst Lubitsch | EE. UU.  |
| La frivolidad de una dama     | Forbidden Paradise                   | Ernst Lubitsch | EE. UU.  |
| No quiero ser un hombre       | Ich möchte kein Mann sein            | Ernst Lubitsch | Alemania |
| Si yo tuviera un millón       | If I Had a Million                   | Ernst Lubitsch | EE. UU.  |
| Las hijas del cervecero       | Kohlhiesels Töchter                  | Ernst Lubitsch | Alemania |
| El abanico de Lady Windermere | Lady Windermere's Fan                | Ernst Lubitsch | EE. UU.  |
| Madame DuBarry                | Madame DuBarry                       | Ernst Lubitsch | Alemania |
| Monte Carlo                   | Monte Carlo                          | Ernst Lubitsch | EE. UU.  |
| Una hora contigo              | One Hour with You                    | Ernst Lubitsch | EE. UU.  |
| Romeo y Julieta               | Romeo und Julia im Schnee            | Ernst Lubitsch | Alemania |
| Rosita, la cantante callejera | Rosita                               | Ernst Lubitsch | EE. UU.  |
| Schuhpalast Pinkus            | Schuhpalast Pinkus                   | Ernst Lubitsch | Alemania |
| Sumurun                       | Sumurun                              | Ernst Lubitsch | Alemania |
| La locura del charlestón      | So This Is Paris                     | Ernst Lubitsch | EE. UU.  |
| El desfile del amor           | The Love Parade                      | Ernst Lubitsch | EE. UU.  |
| Los peligros del Flirt        | The Marriage Circle                  | Ernst Lubitsch | EE. UU.  |
| El teniente seductor          | The Smiling Lieutenant               | Ernst Lubitsch | EE. UU.  |
| El príncipe estudiante        | The Student Prince in Old Heidelberg | Ernst Lubitsch | EE. UU.  |
| Mujer... guarda tu corazón    | Three Women                          | Ernst Lubitsch | EE. UU.  |
| Un ladrón en la alcoba        | Trouble in Paradise                  | Ernst Lubitsch | EE. UU.  |
| La niña de los millones       | Wenn vier dasselbe tun               | Ernst Lubitsch | Alemania |

Los siguientes films fueron exhibidos en la retrospectiva dedicada a Jules Dassin y Melina Mercouri:
| Título en español                                          | Título original                                            | Director(s)    | País                |
| ---------------------------------------------------------- | ---------------------------------------------------------- | -------------- | ------------------- |
| Las 10:30 de una noche de verano                           | 10:30 P.M. Summer                                          | Jules Dassin   | EE. UU.             |
| Gritos de pasión                                           | Κραυγή Γυναικών Kravgi gynaikon                            | Jules Dassin   | Grecia, Suiza       |
| Fuerza bruta                                               | Brute Force                                                | Jules Dassin   | EE. UU.             |
| El que debe morir                                          | Celui qui doit mourir                                      | Jules Dassin   | Francia             |
| Rififi                                                     | Rififi                                                     | Jules Dassin   | Francia             |
| Keine zufällige Geschichte. Melina Mercouri - Jules Dassin | Keine zufällige Geschichte. Melina Mercouri - Jules Dassin | Charlotte Kerr | RFA                 |
| Nunca en domingo                                           | Ποτέ την Κυριακή                                           | Jules Dassin   | Grecia, EE. UU.     |
| Noche en la ciudad                                         | Night and the City                                         | Jules Dassin   | Reino Unido         |
| Fedra                                                      | Φαίδρα                                                     | Jules Dassin   | Grecia              |
| La ciudad desnuda                                          | The Naked City                                             | Jules Dassin   | EE. UU.             |
| The Rehearsal                                              | The Rehearsal                                              | Jules Dassin   | Grecia, Reino Unido |

## Palmarés
Los siguientes premios fueron entregados por el jurado profesional:
- Oso de Oroː Corrientes de amor de John Cassavetes
- Oso del Plata, Gran Premio del Jurado: No habrá más penas ni olvido de Héctor Olivera
- Oso de Plata a la mejor dirección:  Ettore Scola por El baile
- Oso de Plata a la mejor interpretación femenina: Inna Churikova por Voenno-polevoy roman
- Oso de Plata a la mejor interpretación masculina: Albert Finney for La sombra del actor
- Oso de Plata por un logro único sobresaliente: Monica Vitti por Flirt
- Oso deplata:
  - Rembetiko de Costas Ferris
  - Morgen in Alabama de Norbert Kückelmann
- Mención especial: Jean-Marie Straub, Danièle Huillet por Klassenverhältnisse

### Premios independientes
- Premio FIPRESCI:
- Corrientes de amor de John Cassavetes
- No habrá más penas ni olvido de Héctor Olivera